# Świadczenie usług drogą elektroniczną
Świadczenie usług drogą elektroniczną – wykonanie usługi świadczonej bez jednoczesnej obecności stron (na odległość), poprzez przekaz danych na indywidualne żądanie usługobiorcy, przesyłanej i otrzymywanej za pomocą urządzeń do elektronicznego przetwarzania, włącznie z kompresją cyfrową oraz przechowywania danych, która jest w całości nadawana, odbierana lub transmitowana za pomocą sieci telekomunikacyjnej.
Do usług elektronicznych zaliczane są m.in.: wyszukiwarki treści w Internecie, komunikatory internetowe, streaming, udostępnianie aplikacji mobilnych, pocztę elektroniczną.
W polskim prawie termin zdefiniowany został w ustawie o świadczeniu usług drogą elektroniczną uchwalonej 18 lipca 2002 roku, stanowiącej wdrożenie dyrektywy Unii Europejskiej z dn. 8 czerwca 2000 r. dotyczącej niektórych aspektów prawnych usług społeczeństwa informacyjnego, w szczególności handlu elektronicznego na rynku wewnętrznym.